# Weissensteinpass
Der Weissensteinpass liegt nördlich von Solothurn und führt über den Weissenstein, den Hausberg der Solothurner. 

## Geographie
Der Pass führt vom südlichen Oberdorf (Kanton Solothurn) nach dem nur rund 12 Kilometer entfernten Gänsbrunnen und bildet so auch einen Einstieg in den Schweizer Jura.
Die Passhöhe liegt auf 1279 m ü. M. und besteht nur aus einem schmalen Kamm mit einer engen Kurve. In der Senke südlich der Passhöhe befinden sich ein kleiner Rastplatz und das Sennhaus, auf dem südlichen Kamm das Hotel Kurhaus Weissenstein (1284 m ü. M.). Der höchste Punkt des Weissensteins ist die östlich des Passübergangs gelegene Röti auf 1395,2 m ü. M.

## Verkehr
Die Passstrasse weist eine Steigung bis zu 22 % (Durchschnitt: 9,5 %) auf. Damit gehört der Weissenstein zu den steilsten Pässen in der Schweiz. Die Passstrasse ist wenig befahren und unterliegt von November bis März der Wintersperre.
Es handelt sich um eine asphaltierte Strasse ohne Fahrbahnmarkierung, die teilweise so schmal ist, dass zwei Pkws nicht begegnen können. Ausweichen sind vorhanden. Insbesondere die Südseite weist zahlreiche enge und teils spektakulär in den Felsen gehauene Kurven auf.
Seit Inbetriebnahme der neuen Gondelbahn ab Oberdorf ist die Passstrasse an Sonntagen und kantonalen Feiertagen von 09:00 Uhr bis 16:00 Uhr für den motorisierten Verkehr gesperrt.

## Schlittelweg
Auf der Passstrasse gibt es keinen Winterdienst. Aus diesem Grund und wegen der enormen Steigung der Strasse dient die Passstrasse im Winter als überregional beliebte Schlittelpiste. Da die Nordseite praktisch immer im Schatten liegt, kann man auf dieser Seite viel länger schlitteln. Für den Verkehr ist in dieser Zeit die Passstrasse komplett gesperrt.